# 蒙特努瓦
蒙特努瓦（法語：Montenois，法語發音：[mɔ̃tnwa]）是法国杜省的一个市镇，属于蒙贝利亚尔区。

## 地理
蒙特努瓦（47°29'35"N, 6°39'58"E）面积8.03 平方千米，位于法国勃艮第-弗朗什-孔泰大區杜省，该省份为法国东部内陆省份，北起上索恩省，西接汝拉省，东部及东南部与瑞士接壤，东北部与贝尔福地区省接壤。
与蒙特努瓦接壤的市镇（或旧市镇、城区）包括：阿尔塞、伯塔勒、布勒蒂涅、凡布、卢格尔、奥南、圣玛丽。
蒙特努瓦的时区为UTC+01:00、UTC+02:00（夏令时）。

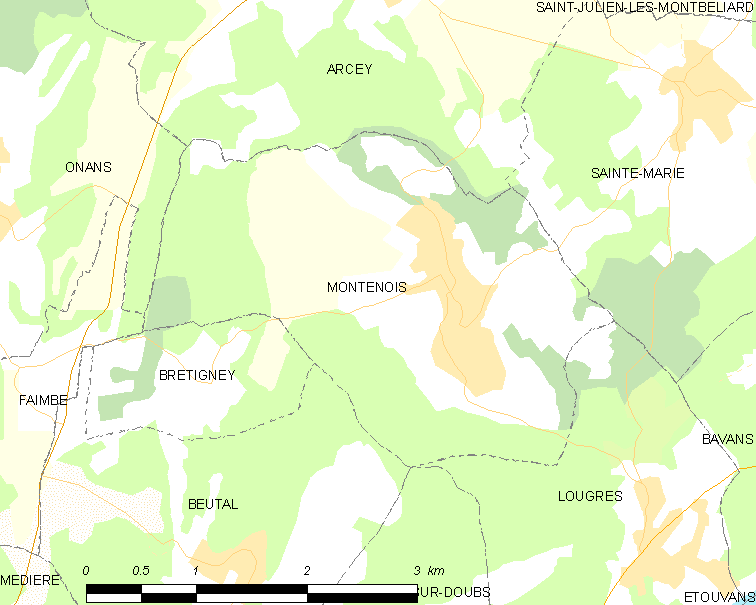
蒙特努瓦的OSM定位图

## 行政
蒙特努瓦的邮政编码为25260，INSEE市镇编码为25394。

## 政治
蒙特努瓦所属的省级选区为巴旺县。

## 人口

1962-2008年间蒙特努瓦人口变化图示

蒙特努瓦于2022年1月1日时的人口数量为1394人。